# Campeonato Asiático de Atletismo Júnior de 2018
A 18ª edição do Campeonato Asiático de Atletismo Júnior foi o evento esportivo organizado pela Associação Asiática de Atletismo (AAA) para atletas com até 20 anos classificados como Júnior. O evento foi sediado na Gifu, no Japão, no período de 7 de junho a 10 de junho de 2018. Foram disputadas 44 provas igualmente distribuído entre masculino e feminino, com a presença de 437 atletas de 43 nacionalidades. Foram quebrados seis recordes do campeonato com destaque para o Japão que conquistou 41 medalhas no total, sendo 14 de ouro. 

## Medalhistas
Esses foram os resultados do campeonato. 

### Masculino
| Evento                      | Ouro                                                                                  | Ouro      | Prata                                                                                         | Prata    | Bronze                                                                                 | Bronze   |
| --------------------------- | ------------------------------------------------------------------------------------- | --------- | --------------------------------------------------------------------------------------------- | -------- | -------------------------------------------------------------------------------------- | -------- |
| 100 metros                  | Lalu Muhammad Zohri · Indonésia                                                       | 10.27     | Daisuke Miyamoto · Japão                                                                      | 10.35    | Muhammad Ismail · Malásia                                                              | 10.46    |
| 200 metros                  | Wei Tai-sheng · Taipé Chinesa                                                         | 21.05     | Shin Minkyu Coreia do Sul                                                                     | 21.06    | Justin Junpei Tsukamoto · Japão                                                        | 21.09    |
| 400 metros                  | Aruna Dharshana · Sri Lanka                                                           | 45.79 NJR | Pasindu Kodikara · Sri Lanka                                                                  | 46.96    | Syuji Mori · Japão                                                                     | 47.08    |
| 800 metros                  | Anu Kumar · Índia                                                                     | 1:54.11   | Abdolrahim Dorzadeh Irão                                                                      | 1:54.23  | Fuki Torii · Japão                                                                     | 1:54.55  |
| 1 500 metros                | Saife Saifeldin · Catar                                                               | 3:49.30   | Reito Hanzawa · Japão                                                                         | 3:49.66  | Hussein Lafta · Iraque                                                                 | 3:49.75  |
| 5 000 metros                | Ajeet Kumar · Índia                                                                   | 14:15.24  | Ren Tazawa · Japão                                                                            | 14:17.26 | Amir Zamanpour Irão                                                                    | 14:25.25 |
| 10 000 metros               | Suolang Cairen · China                                                                | 30:01.51  | Yuhi Nakaya · Japão                                                                           | 30:04.24 | Kartik Kumar · Índia                                                                   | 30:05.30 |
| 10 km marcha atlética       | Gong Hao · China                                                                      | 42:47.98  | Sho Sakazaki · Japão                                                                          | 42:53.56 | Kim Min-gyu Coreia do Sul                                                              | 43:06.89 |
| 110 metros barreiras        | Lu Hao-hua · Taipé Chinesa                                                            | 13.61     | Rikuto Higuchi · Japão                                                                        | 13.71    | David Yefremov · Cazaquistão                                                           | 13.81    |
| 400 metros barreiras        | Yusuke Shirao · Japão                                                                 | 50.52     | Bassem Hemeida · Catar                                                                        | 50.55    | Mehdi Pirjahan Irão                                                                    | 51.18    |
| 3.000 metros com obstáculos | Saife Saifeldin · Catar                                                               | 8:51.97   | Takumi Yoshida · Japão                                                                        | 8:52.79  | Trung Cuong Nguyen · Vietname                                                          | 8:59.32  |
| 4×100 metros estafetas      | Japão · Yuki Takagi · Daisuke Miyamoto · Satoru Fukushima · Justin Junpei Tsukamoto   | 39.65     | Taipé Chinesa · Lin Yu-tang · Wei Tai-sheng · Lu Hao-hua · Yeh Shou-po                        | 39.72    | Índia · Prajwal Ravi · Akash Kumar · Nithin Balakumar · Gurindervir Singh              | 40.75    |
| 4×400 metros estafetas      | Sri Lanka · Pabasara Niku · Pasindu Kodikara · Ravishka Indrajith · Aruna Dharshana\| | 3:08.70   | Tailândia · Potchara Petchkaew · Thipthanet Sripha · Yanakorn Munrot · Phitchaya Sunthonthuam | 3:09.20  | Malásia · Luqmanual Khairul Akmal · Muhammad Suhaimi · Safwan Saifuddin · Abdul Roslan | 3:09.60  |
| Salto em altura             | Kyohei Tomori · Japão                                                                 | 2.16 m    | Nuh Anuh · Catar                                                                              | 2.14 m   | Zhang Hao · China                                                                      | 2.12 m   |
| Salto com vara              | Syunto Ozaki · Japão                                                                  | 5.20 m    | Idan Richsan · Indonésia                                                                      | 5.15 m   | Kasinpob Chomchanad · Tailândia                                                        | 5.00 m   |
| Salto em comprimento        | Yugo Sakai · Japão                                                                    | 7.61 m    | Zhou Keqi · China                                                                             | 7.54 m   | M Sreeshankar · Índia                                                                  | 7.47 m   |
| Salto triplo                | Kamalraj Kanagaraj · Índia                                                            | 15.75 m   | Yu Gyumin Coreia do Sul                                                                       | 15.56 m  | Syunsuke Izumiya · Japão                                                               | 15.47 m  |
| Arremesso de peso           | Moaaz Ibrahim · Catar                                                                 | 18.57 m   | Yeo Jin-seong Coreia do Sul                                                                   | 18.25 m  | Ashish Bhalothia · Índia                                                               | 18.22 m  |
| Lançamento de disco         | Hossein Rasouli Irão                                                                  | 62.29 m   | Mohamed Ibrahim Moaaz · Catar                                                                 | 61.50 m  | Kosei Yamashita · Japão                                                                | 56.51 m  |
| Lançamento do martelo       | Ashish Jakhar · Índia                                                                 | 76.86 m   | Damneet Singh · Índia                                                                         | 74.08 m  | Masanobu Hattori · Japão                                                               | 69.34 m  |
| Lançamento do dardo         | Liu Zhekai · China                                                                    | 70.53 m   | Masafumi Azechi · Japão                                                                       | 68.76 m  | Kentaro Nakamura · Japão                                                               | 65.36 m  |
| Decatlo                     | Wang Chen-yu · Taipé Chinesa                                                          | 7200 pts  | Wang Yu-shiang · Taipé Chinesa                                                                | 6704 pts | Rin Haraguchi · Japão                                                                  | 6693 pts |

### Feminino
| Evento                      | Ouro                                                                    | Ouro         | Prata                                                           | Prata    | Bronze                                                                                  | Bronze      |
| --------------------------- | ----------------------------------------------------------------------- | ------------ | --------------------------------------------------------------- | -------- | --------------------------------------------------------------------------------------- | ----------- |
| 100 metros                  | Feng Lulu · China                                                       | 11.68        | Amasha De Silva · Sri Lanka                                     | 11.71    | Mei Kodama · Japão                                                                      | 11.98       |
| 200 metros                  | Tao Yanan · China                                                       | 24.01        | Amasha De Silva · Sri Lanka                                     | 24.47    | Jisna Mathew · Índia                                                                    | 24.48       |
| 400 metros                  | Jisna Mathew · Índia                                                    | 53.26        | Dilshi Kumarasinghe · Sri Lanka                                 | 54.03    | Yang Jui-hsuan · Taipé Chinesa                                                          | 54.74       |
| 800 metros                  | Ayaka Kawata · Japão                                                    | 2:04.14      | Ayano Shiomi · Japão                                            | 2:04.50  | Dilshi Kumarasinghe · Sri Lanka                                                         | 2:04.53 NJR |
| 1 500 metros                | Ririka Hironaka · Japão                                                 | 4:17.62      | Tomomi Takamatsu · Japão                                        | 4:21.65  | Durga Deore · Índia                                                                     | 4:24.56     |
| 3 000 metros                | Nozomi Tanaka · Japão                                                   | 9:04.36      | Yuna Wada · Japão                                               | 9:14.13  | Liu Fang · China                                                                        | 9:35.69     |
| 5 000 metros                | Mikuni Yada · Japão                                                     | 16:31.65     | Niu Lihua · China                                               | 16:55.54 | Poonam Sonune · Índia                                                                   | 17:03.75    |
| 10 km marcha atlética       | Ma Li · China                                                           | 45:20.59     | Nanako Fuhii Predefinição:PN                                    | 45:24.35 | Li Wenxiu · China                                                                       | 47:38.46    |
| 100 metros barreiras        | Yuiri Yoshida · Japão                                                   | 13.45        | Lin Yuwei · China                                               | 13.55    | Lin Hsiao-hui · Taipé Chinesa                                                           | 13.61       |
| 400 metros barreiras        | Kasumi Yoshida · Japão                                                  | 58.43        | Yang Jui-hsuan · Taipé Chinesa                                  | 58.89    | Natsumi Murakami · Japão                                                                | 58.92       |
| 3.000 metros com obstáculos | Parami Wasanthi Maristela · Sri Lanka                                   | 10:21.54 NJR | Tian Wanhua · China                                             | 10:28.24 | Yuka Nosue · Japão                                                                      | 10:38.30    |
| 4×100 metros estafetas      | China · Lin Yuwei · Zhu Cuiwei · Tao Yanan · Feng Lulu                  | 45.06        | Japão · Yuiri Yoshida · Miku Yamada · Yuri Okumura · Mei Kodama | 45.95    | Leung Wing Hei Wu Yi Lam Leung Kwan Yi Chan Pui Kei                                     | 47.00       |
| 4×400 metros estafetas      | Japão · Ayano Shiomi · Kasumi Yoshida · Natsumi Murakami · Ayaka Kawata | 3:38.20      | Índia · Subha Venkatesan · Rachna · Nidhi Singh · Jisna Mathew  | 3:41.11  | Sri Lanka · Ishara Adittya · Sachini Divyanjali · Amasha De Silva · Dilshi Kumarasinghe | 3:45.16     |
| Salto em altura             | Maryam Abdulelah · Iraque                                               | 1.80 m       | Tsai Ching-jung · Taipé Chinesa                                 | 1.78 m   | Abhinaya Shetty · Índia                                                                 | 1.75 m      |
| Salto com vara              | Wu Zuocheng · China                                                     | 4.00 m       | Anastasya Ermakova · Cazaquistão                                | 3.60 m   | Wu Chia-ju · Taipé Chinesa                                                              | 3.60 m      |
| Salto em comprimento        | Ayaka Kora · Japão                                                      | 6.44 m       | Zhong Jiawei · China                                            | 6.44 m   | Mirei Yoshioka · Japão                                                                  | 5.92 m      |
| Salto triplo                | Thi Ngoc Ha Vu · Vietname                                               | 13.22 m      | Pan Youqi · China                                               | 13.21 m  | Priyadarshini Suresh · Índia                                                            | 13.09 m     |
| Arremesso de peso           | Zhang Linru · China                                                     | 16.05 m      | Honoka Oyama · Japão                                            | 15.54 m  | Guo Pei-yu · Taipé Chinesa                                                              | 14.76 m     |
| Lançamento de disco         | Yang Huanhuan · China                                                   | 51.53 m      | Yin Yuanyuan · China                                            | 51.17 m  | Arpandeep Bajwa · Índia                                                                 | 46.57 m     |
| Lançamento do martelo       | Zhou Mengyuan · China                                                   | 64.81 m      | Li Jiangyan · China                                             | 61.44 m  | Reyhaneh Arani Irão                                                                     | 55.46 m     |
| Lançamento do dardo         | Li Hui-jun · Taipé Chinesa                                              | 55.36 m      | Sae Takemoto · Japão                                            | 54.16 m  | Dai Qianqian · China                                                                    | 53.29 m     |
| Heptatlo                    | Karin Odama · Japão                                                     | 5133 pts     | Chen Cai-juan · Taipé Chinesa                                   | 4925 pts | Diana Geints · Cazaquistão                                                              | 4804 pts    |

## Quadro de medalhas
| Ordem | País          | Medalha de ouro | Medalha de prata | Medalha de bronze | Total |
| ----- | ------------- | --------------- | ---------------- | ----------------- | ----- |
| 1     | Japão         | 14              | 15               | 12                | 41    |
| 2     | China         | 11              | 8                | 5                 | 24    |
| 3     | Índia         | 5               | 2                | 10                | 17    |
| 4     | Taipé Chinesa | 4               | 5                | 3                 | 12    |
| 5     | Sri Lanka     | 3               | 4                | 2                 | 9     |
| 6     | Catar         | 3               | 3                | 0                 | 6     |
| 7     | Irão          | 1               | 1                | 3                 | 5     |
| 8     | Indonésia     | 1               | 1                | 0                 | 2     |
| 09    | Iraque        | 1               | 0                | 1                 | 2     |
| 09    | Vietname      | 1               | 0                | 1                 | 2     |
| 11    | Coreia do Sul | 0               | 3                | 1                 | 4     |
| 12    | Cazaquistão   | 0               | 1                | 2                 | 3     |
| 13    | Países Baixos | 0               | 1                | 1                 | 2     |
| 14    | Malásia       | 0               | 0                | 2                 | 2     |
| 15    | Hong Kong     | 0               | 0                | 1                 | 1     |
| Total | Total         | 44              | 44               | 44                | 132   |